# NGC 35
NGC 35 (ook wel PGC 784, MCG -2-1-33, NPM1G -12.0011 of IRAS00086-1217) is een spiraalvormig sterrenstelsel in het sterrenbeeld Walvis.
NGC 35 werd op 21 november 1886 ontdekt door de Amerikaanse astronoom Lewis A. Swift.